# Memorial Bergrennen Steckborn-Eichhölzli
Das Bergrennen Steckborn, heute Memorial Bergrennen Steckborn-Eichhölzli genannt, ist ein in der Schweiz durchgeführtes Bergrennen historischer Fahrzeuge. Es führt von der Gemeinde Steckborn aus über den Seerücken auf der Frauenfelderstrasse 2,8 Kilometer in Richtung Hörhausen.

## Geschichte

### Rennen 1955 und 1962
Offiziell wurde das Bergrennen Steckborn – Eichhölzli zum ersten Mal im Jahr 1955 erwähnt. Die Medien berichteten damals über 120 eingeschriebene Konkurrenten in den verschiedenen Kategorien serienmässige und spezielle Tourenwagen, spezielle Sportwagen, Rennsportwagen und Rennwagen. Die Rennfahrer hatten am 23. und 24. April eine Strecke von 3,5 Kilometern, eine Steigung von maximal 4,25 % und eine Höhendifferenz von 143 Metern von Steckborn hinauf zum Eichhölzli zu bewältigen.
Das zweite Rennen wurde sieben Jahre später organisiert. Am 28. und 29. April 1962 wurde auf der gleich wie 1955 angelegten Strecke gefahren. Gemäss Zeitungsberichten kamen am Sonntag 15'000 Zuschauer an das Bergrennen. Wegen fehlender Spitzkehren und langsamen Kurven wurde das Tempo für ein Bergrennen zu hoch. Den Veranstaltern war klar, dass es mit der Streckenführung von 1955 und 1962 kein Rennen mehr geben würde.
Im Jahr 2005 kam das Bergrennen in Steckborn wieder ins Gespräch. Ein kleines Initiativkomitee und die Steckborner Wirtschaftsförderungskommission entwickelten die Idee der Gründung eines Vereins und ein Konzept, das Bergrennen und die Erinnerung neu zu pflegen. Der Steckborner Stadtrat (Exekutive) unterstützte die Initiative, die Erinnerung an das Bergrennen und seine Geschichte neu aufleben zulassen. Nicht zuletzt wirtschaftliche und marketingtechnische Überlegungen überzeugten die Behörde, Verbände und Bevölkerung.

### 1. Memorial Bergrennen Steckborn-Eichhölzli (22. und 24. September 2007)
Über 12'000 Zuschauer besuchten das erste Memorial Bergrennen im Jahr 2007. Aus der ganzen Schweiz und dem benachbarten Deutschland waren 283 Teilnehmer gemeldet. Darunter waren auch der deutsche Ex-Formel-1-Fahrer Joachim Winkelhock, der mit dem ältesten Fahrzeug antrat, einem Opel mit Baujahr 1913. Auch auf der Strecke zu sehen war Marcel Fässler, der mehrfache Gewinner des 24-Stunden-Rennens von Le Mans.

### 2. Memorial Bergrennen Steckborn-Eichhölzli (25. und 26. September 2010)
Bei der zweiten Austragung des Memorial Bergrennen kamen wegen Regenwetters weniger Zuschauer an die Rennstrecke. Rund 7'500 sahen die 300 Oldtimer fahren. Ex DTM-Pilot Marco Werner, der dreifache Motorrad-Weltmeister Luigi Taveri, Motorenbauer Mario Illien und der Sieger des 24-Stunden-Rennen von Daytona 2002 Fredy Lienhard nahmen teil.

### 3. Memorial Bergrennen Steckborn-Eichhölzli (26. und 27. September 2015)
Das dritte Memorial Bergrennen war erstmals kein Rennen mehr, sondern ein Schaulaufen von Oldtimer-Rennwagen. Die Sicherheit stand bei der Veranstaltung im Vordergrund, so wurde auf der obersten, langgezogenen Linkskurve eine zusätzliche Schikane eingebaut. Unter den 280 Teilnehmern erschienen auch diesmal bekannte Fahrer- und Autonamen. Eugen Strähl zeigte den legendären Sauber C5, der seit Le Mans 1978 erst zum zweiten Mal wieder zum Einsatz kam oder Fredy Lienhard auf March-BMW 76S von 1976, dem damals zweimaligen Schweizer Meister Auto von Eugen Strähl. Auch Markus Hotz war dabei mit einem March-BMW Formel 2, Marc Surer fuhr mit diesem Auto sein erstes Rennen als Werksfahrer 1977 bei BMW. Joachim Winkelhock mit einem Irmscher Manta A, der am 24-Stunden-Rennen von Spa-Francorchamps im Jahre 1975 startete und Karl Erb, mehrfacher Schweizer Meister auf Opel Kadett GT/E. Im Weiteren standen auch 40 Motorräder am Start. Darunter Bruno Kneubühler mit einer 1963er Honda RC163R.

### 4. Memorial Bergrennen Steckborn-Eichhölzli (22. und 23. September 2018)
Der dreifache 24-Stunden-Rennen von Le Mans-Sieger Marcel Fässler fuhr einige Male die Piste hinauf und zeigte sich begeistert über die Strecke und die verschiedenen historischen Rennwagen die am Start waren.

### 5. Memorial Bergrennen Steckborn-Eichhölzli (23. und 24. September 2023)
Gemäss den Organisatoren besuchten das Bergrennen bei der fünften Ausgabe rund 10'000 Zuschauer. Bei schönem Herbstwetter zeigten die Teilnehmer ihre historischen Fahrzeuge, dabei ging es nicht um Tausendstelsekunden. Die rund 100 Automobile und Motorräder dokumentierten die Geschichte der Fahrzeuge ab 1915 bis Jahrgang 2015. Auch dabei echte Rennwagen der Vergangenheit wie etwa ein Opel Kadett C GTE (1979), ein Sauber C1, Formel 2 Autos von BMW und March (1971), ein Fiat 131 Abarth (1977), ein Porsche 911 Carrera RSR (1974) und viele mehr.

## Historische Fahrzeuge beim Bergrennen

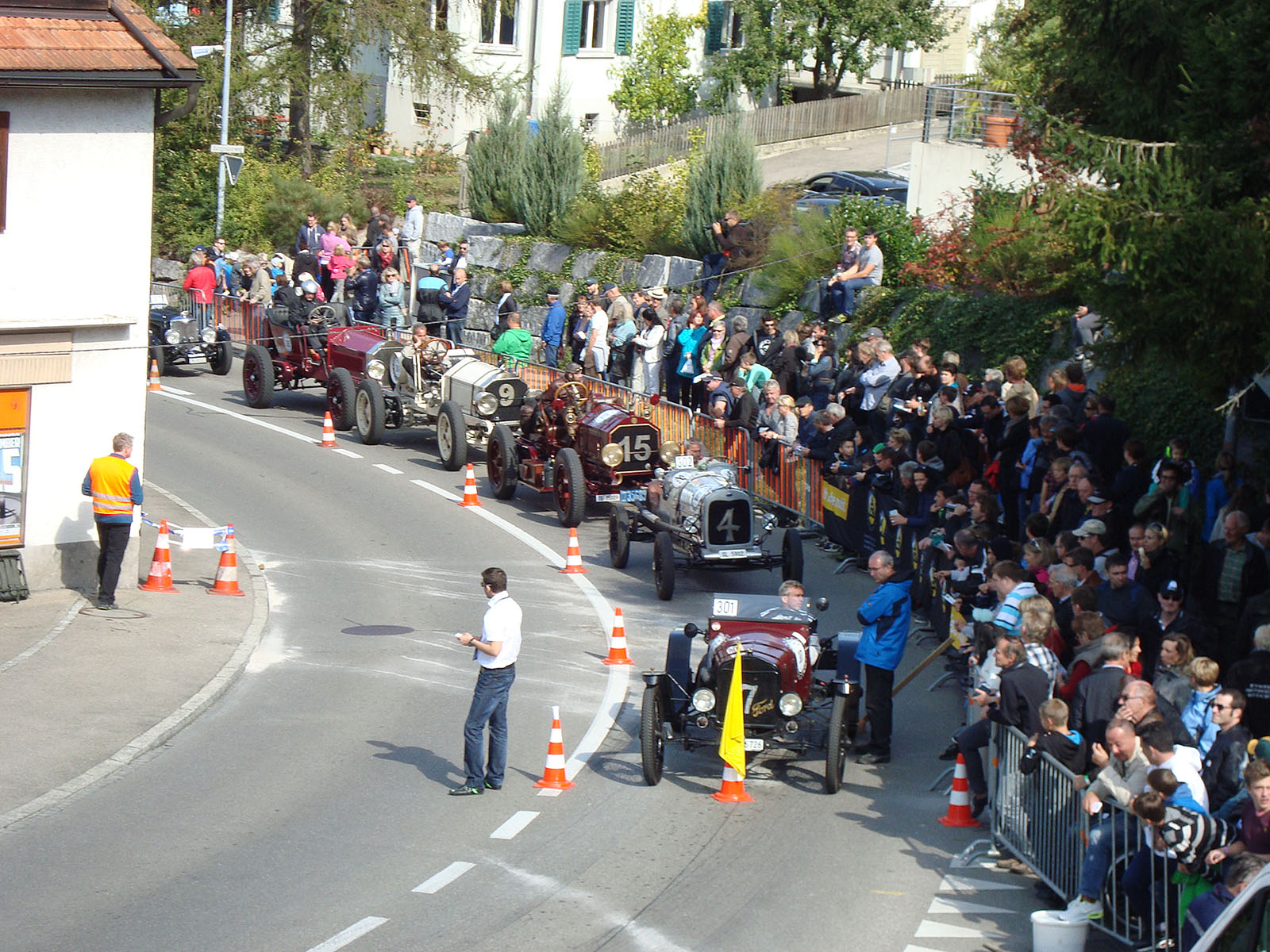
Start in Steckborn 2015
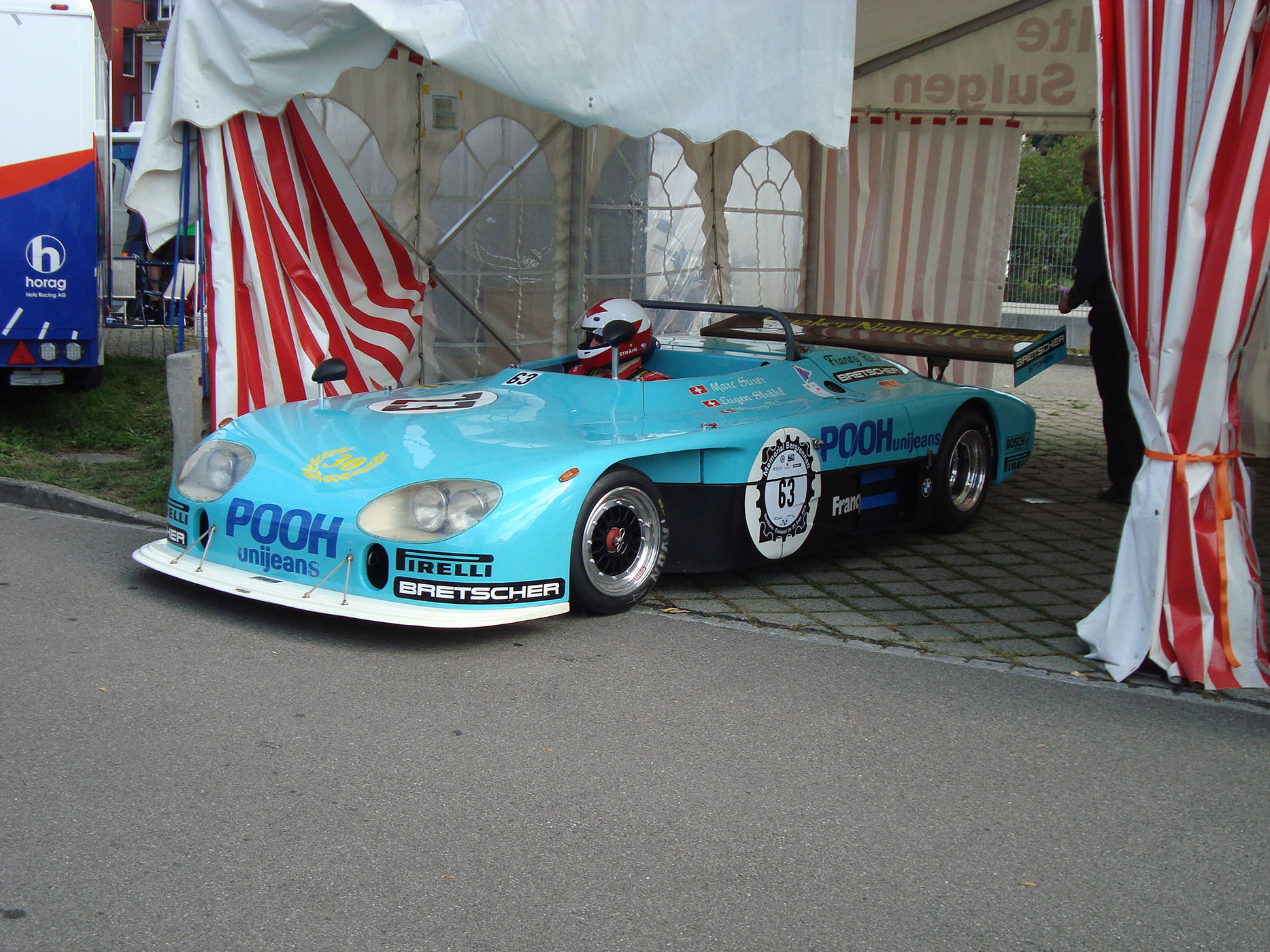
Sauber C5, 1978
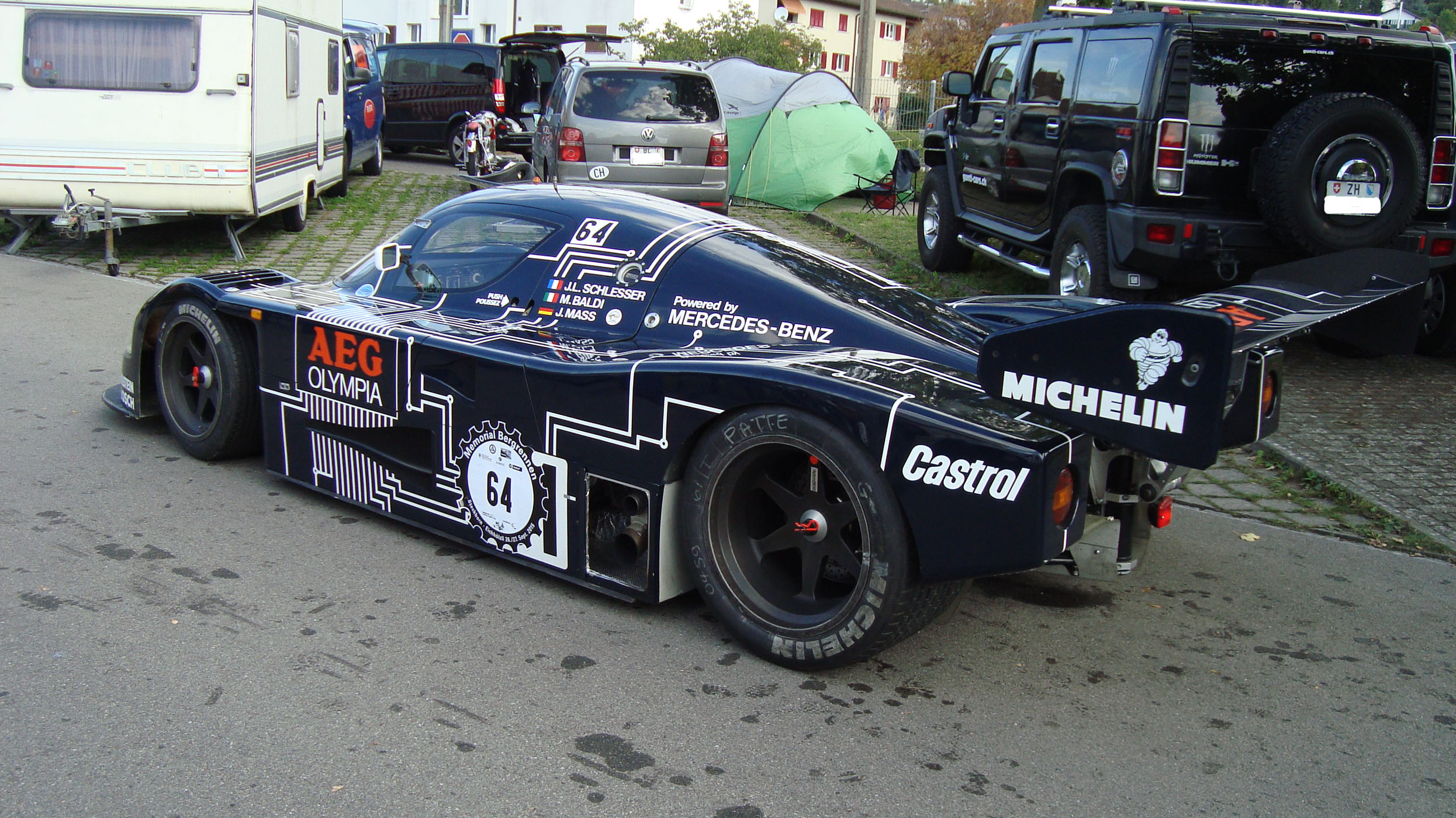
Sauber C9, 1989
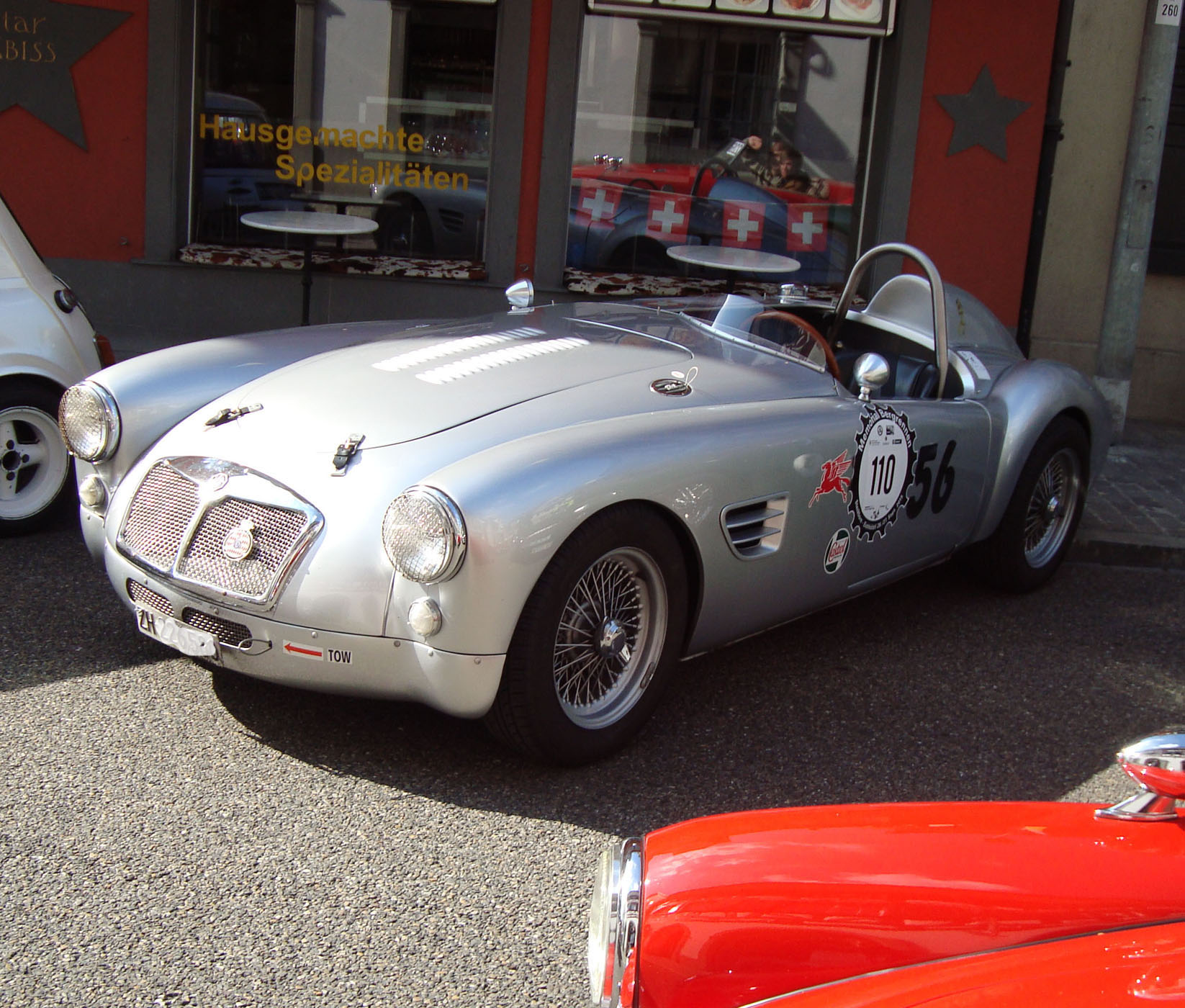
MGA Racing, 1956
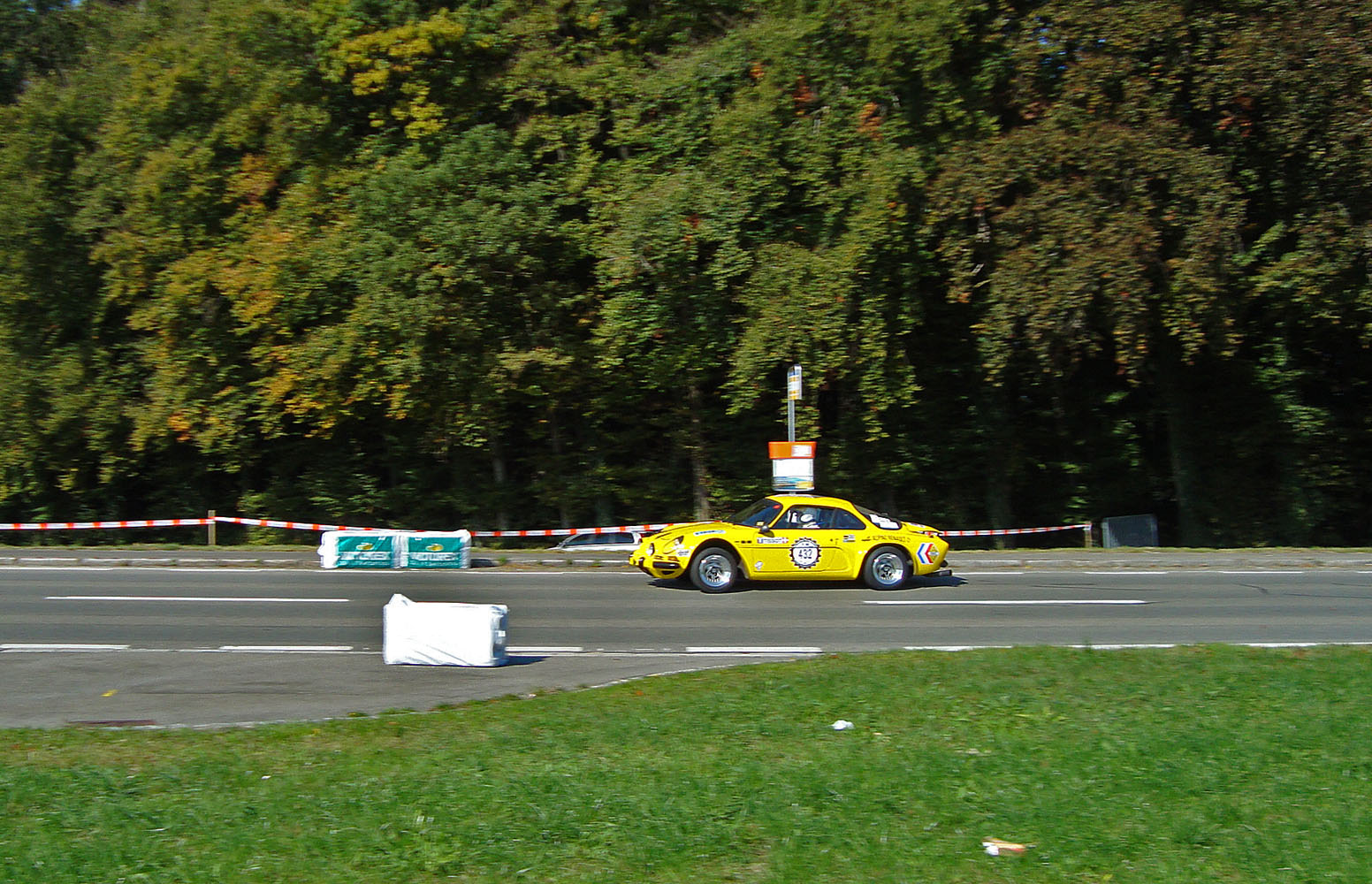
Alpine Renault A110 SC, 1973
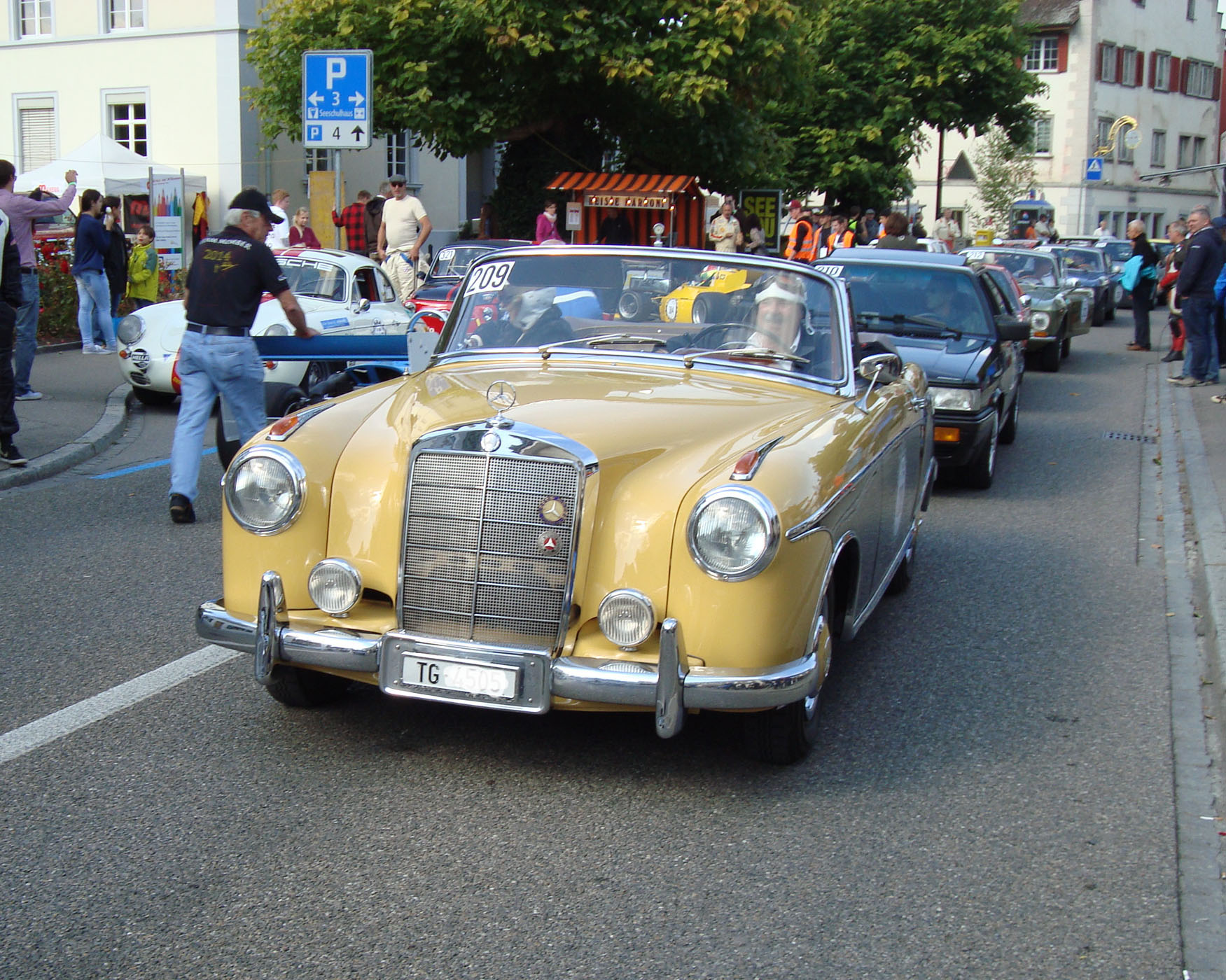
Mercedes-Benz 220S, 1957
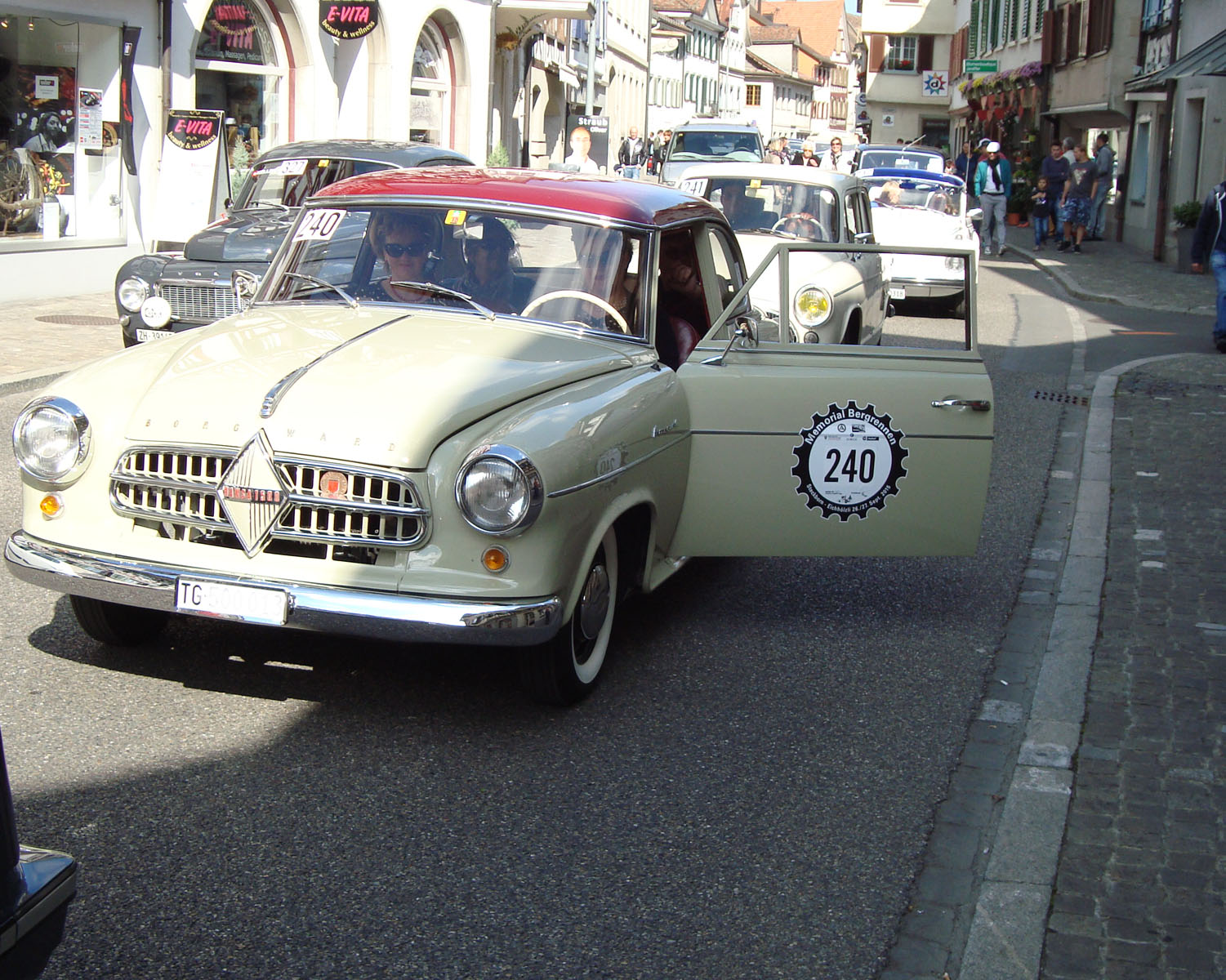
Borgward Isabella, 1955
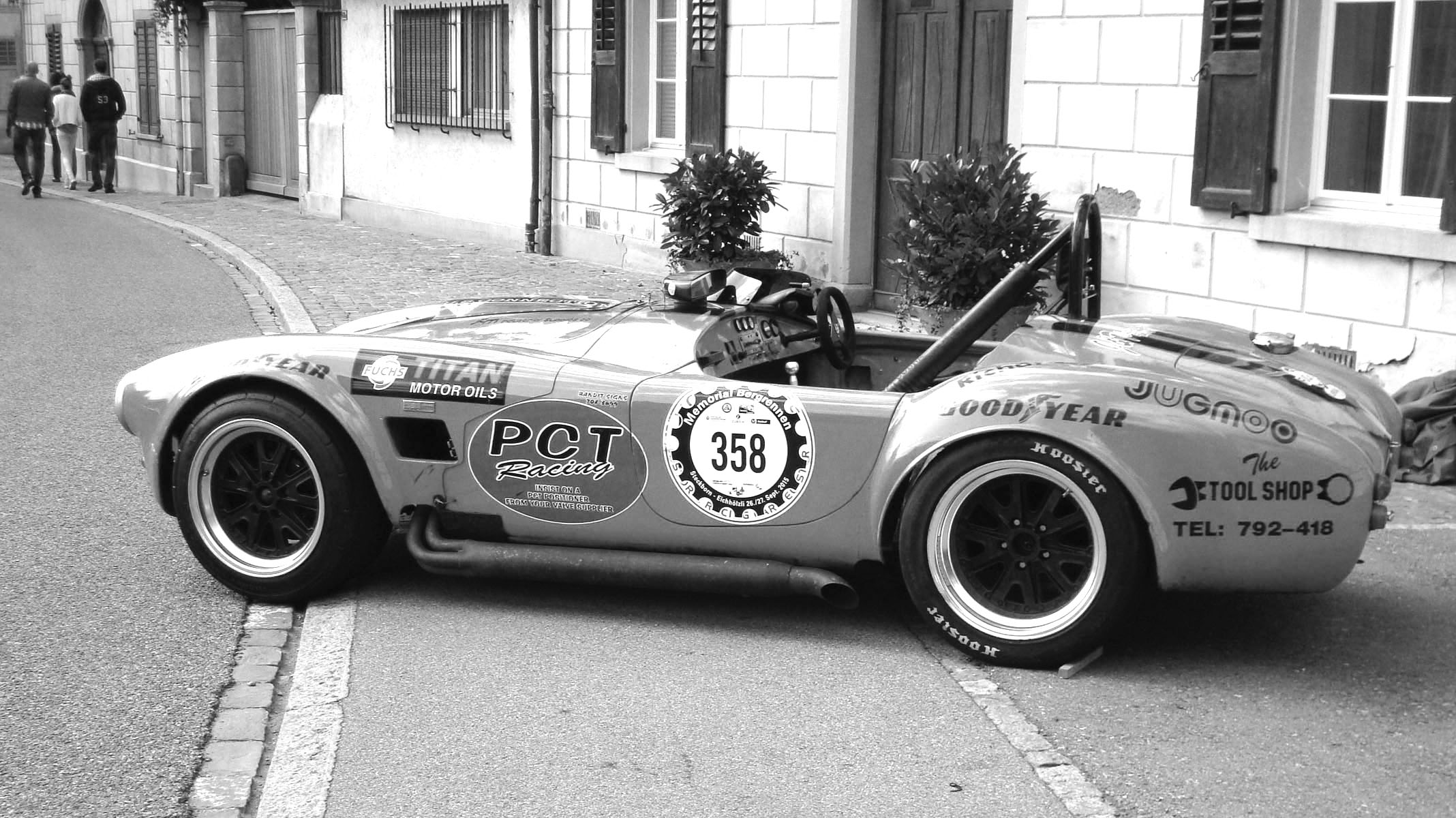
AC Cobra 427 Racing, 1966

## Organisation

### Veranstalter
Der Verein «Freunde des Bergrennens Steckborn» veranstaltete bislang drei Memorial Bergrennen Steckborn-Eichhölzli. Für den technischen Ablauf wurde der Automobil Club der Schweiz (ACS), Sektion Thurgau, beigezogen. Ein grosser Stock an Akten, Rennlisten, Ranglisten, Medienechos, Korrespondenzen und Fotos konnte aus dem Archiv des ACS in Kreuzlingen gesichtet und in den Bestand des Vereins überführt werden nach dessen Neugründung (2. Februar 2006). Im Jahr 2015 hatte der Verein 130 Mitglieder.

### Verkehr
Während der Memorial-Bergrennen wurde die Strasse für den Individualverkehr zwischen Steckborn und der Bushaltestelle Hörhausen/Hochstrasse gesperrt. In den Rennpausen bestand die Möglichkeit, sich mit einem Shuttle-Bus kostenlos zwischen den verschiedenen Zuschauerfeldern zu bewegen.